# فوشیه شارتری
فوشیه شارتری (انگلیسی: Fulcher of Chartres; ۱ ژانویهٔ ۱۰۵۹ – ۱ ژانویهٔ ۱۱۲۷) کشیش و تاریخ‌نگار فرانسوی که در جریان جنگ صلیبی اول به همراه استفان بلوایی پس از مجمع کلرمون به شرق حرکت کرد. وی در این سفر شرح مشاهدات خود را در کتاب تاریخ حمله به اورشلیم ثبت و ضبط کرد.